# Tsidjé
Tsidjé är en ort i Komorerna.   Den ligger i distriktet Grande Comore, i den västra delen av landet, i huvudstaden Moroni. Tsidjé ligger 83 meter över havet och antalet invånare är 4 600. Den ligger på ön Grande Comore.
Terrängen runt Tsidjé är varierad. Havet är nära Tsidjé västerut. Runt Tsidjé är det tätbefolkat, med 411 invånare per kvadratkilometer. Närmaste större samhälle är Moroni, 0,88 km sydväst om Tsidjé. I omgivningarna runt Tsidjé växer i huvudsak städsegrön lövskog.